# Scolia hortorum
Scolia hortorum is een vliesvleugelig insect uit de familie van de Scoliidae. De wetenschappelijke naam van de soort is voor het eerst geldig gepubliceerd in 1787 door Johan Christian Fabricius.